# Bisdom Libmanan
Het bisdom Libmanan (Latijn: Dioecesis Libmanana) is een rooms-katholiek bisdom met als zetel Libmanan, op de Filipijnen. Het bisdom is suffragaan aan het aartsbisdom Caceres. 

## Geschiedenis
Het bisdom werd opgericht op 9 december 1989, als de territoriale prelatuur Libmanan, uit delen van het aartsbisdom Caceres. Op 25 maart 2009 werd het verheven tot bisdom. 

## Parochies
Het bisdom had in 2021 een oppervlakte van 1.903 km2 en telde 523.873 inwoners waarvan 92,5% rooms-katholiek was.

## Ordinarii

### Prelaten
- Prospero Nale Arellano (9 december 1989 - 19 mei 2008)

### Bisschoppen
- José Rojas Rojas Jr. (prelaat: 19 mei 2008, bisschop: 25 maart 2009 - heden)

## Galerij van afbeeldingen

Wapen van het bisdom

Caceres (aartsbisdom) · Daet · Legazpi · Libmanan · Masbate · Sorsogon · Virac